# Lent (Maribor)

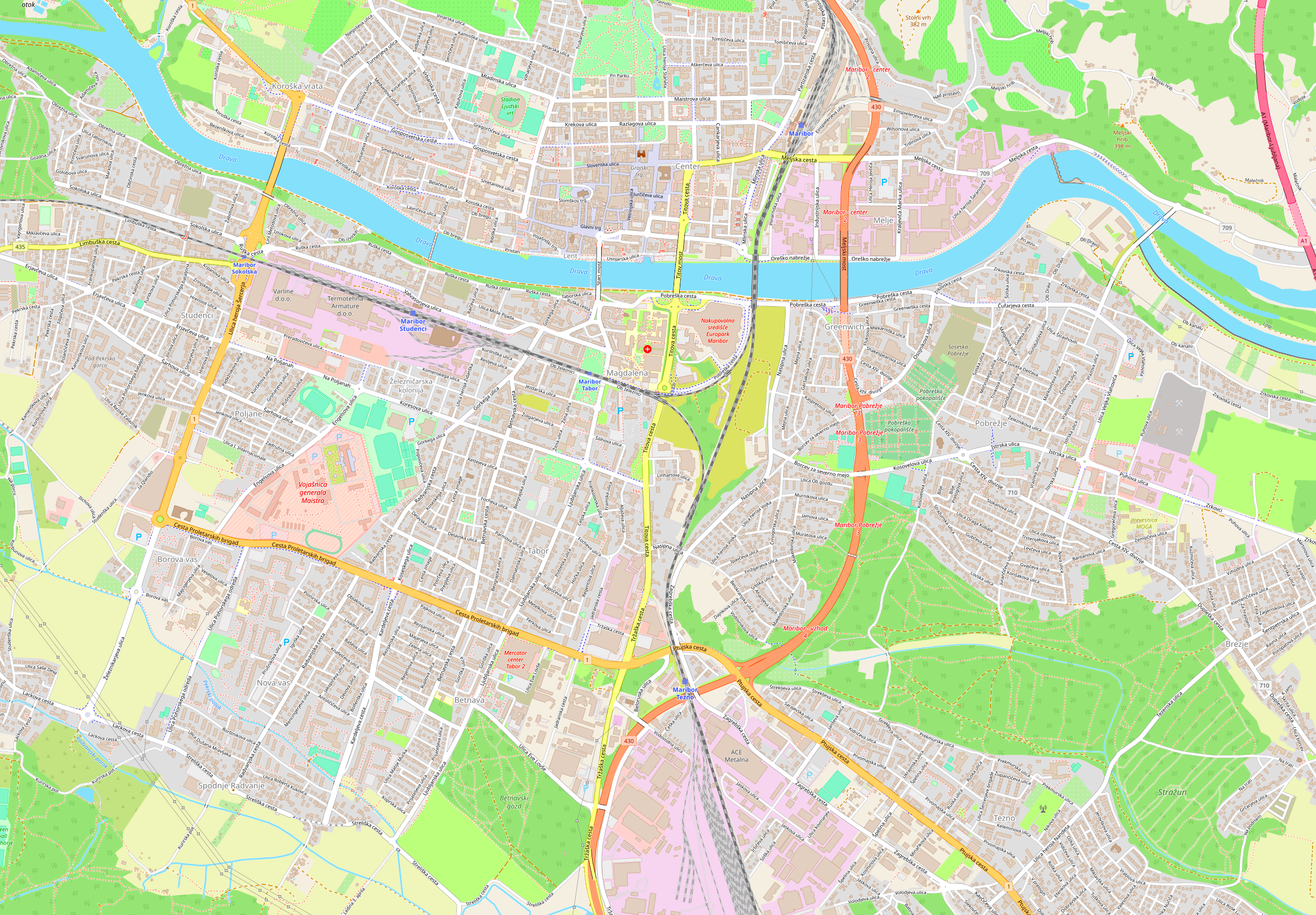
Lent, Stadtplan Maribor

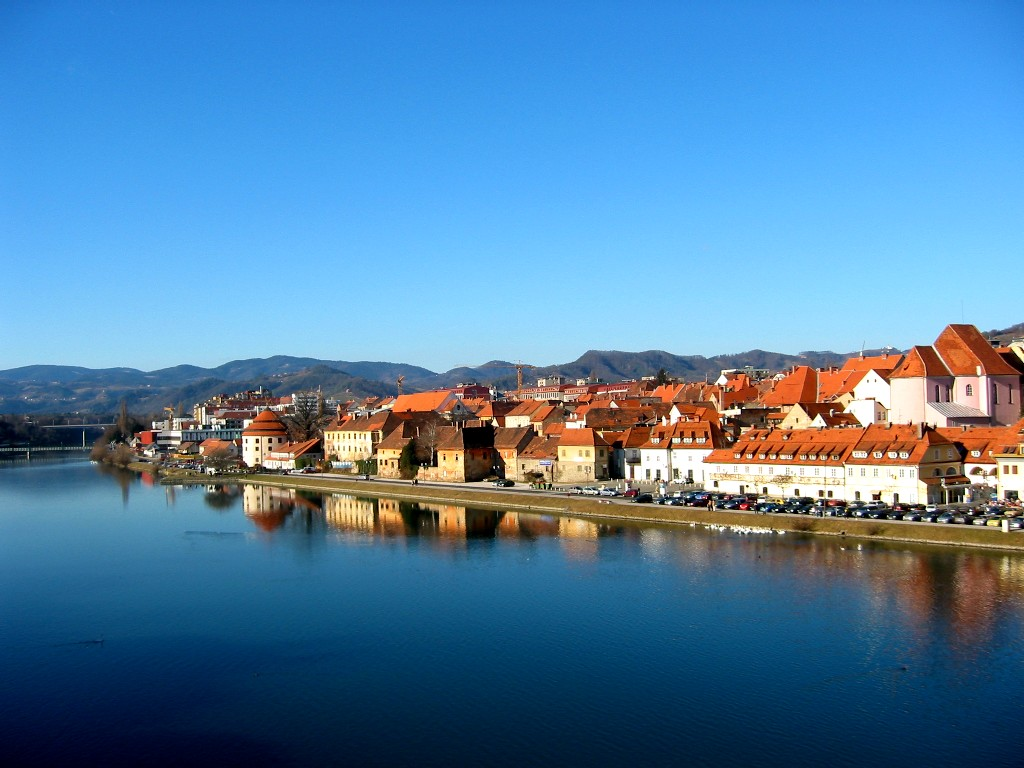
Blick auf Maribor-Lent

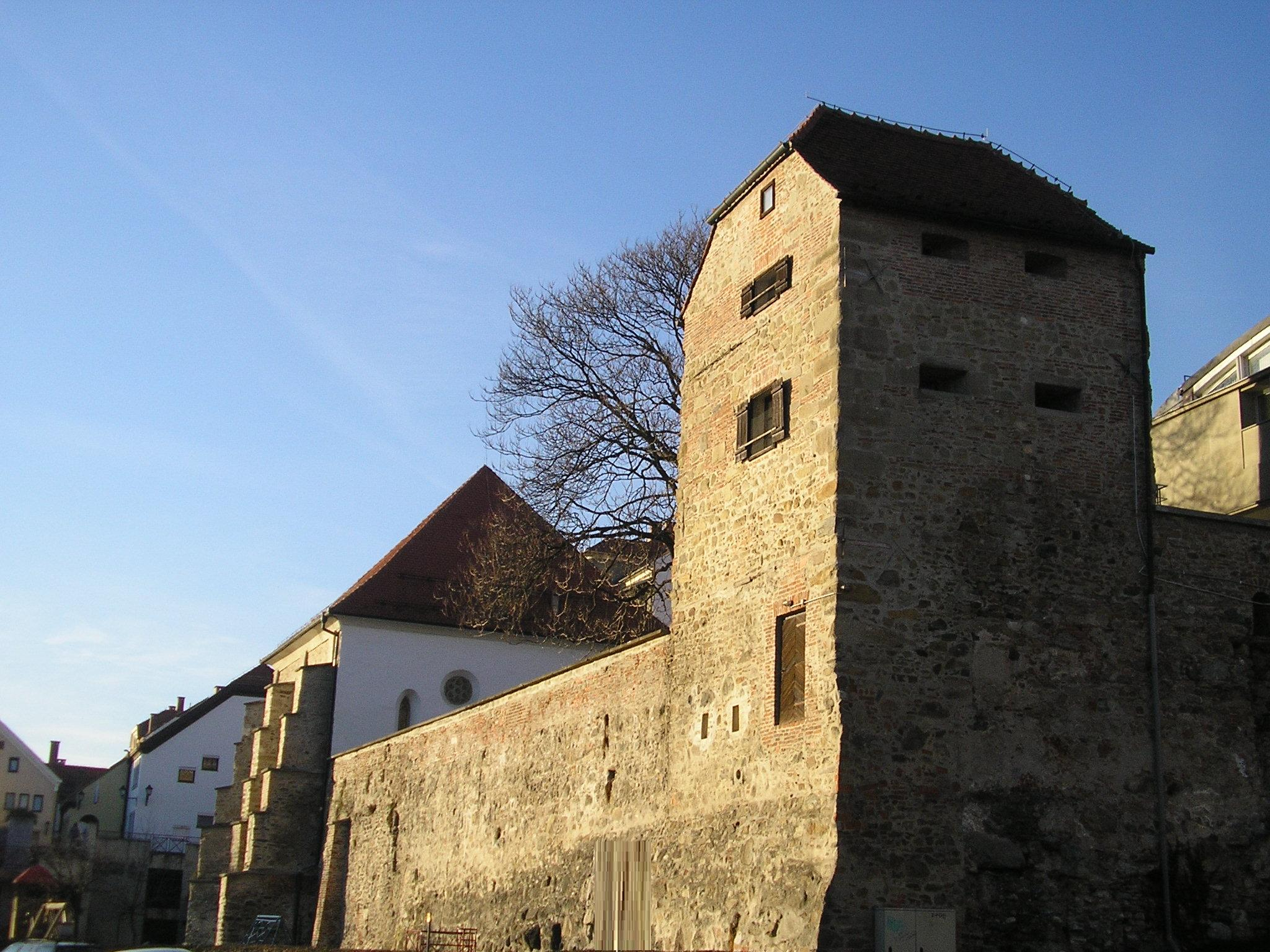
Lent, Judenturm und Synagoge

Lent, ist der Name einer der ältesten Stadtteile der slowenischen Stadt Maribor (Marburg an der Drau) im Stadtbezirk Center.

## Geschichte
Lent, abgeleitet vom deutschen Lände, war der im 15. Jahrhundert angelegte Floßhafen von Marburg, in dem jährlich hunderte von Flussflößen anlandeten. In den 80er Jahren des 20. Jahrhunderts begann man mit der systematischen Sanierung des Viertels.

## Lage
Der Stadtteil liegt am linken Ufer der Drau  und bildet die südliche Begrenzung der Altstadt von Maribor im Stadtbezirk Center.
Der Name Lent bezog sich ursprünglich nur auf den Bereich der heutigen Uferstraße names Pristan (slowenisch Flusshafen, Lände). Heute versteht man darunter das gesamte Gebiet südlich von Ulica kneza Koclja, Glavni trg und Koroška cesta, zwischen Pristaniška ulica im Westen und Titobrücke im Osten.

## Sehenswürdigkeiten
- Gerichtsturm Maribor[3]
- Judenturm Maribor
- Minoritenkloster Maribor[4] mit dem Puppentheater und Puppenmuseum Maribor[5][6]
- Stara Trta (Alte Rebe), der angeblich älteste Weinstock der Welt
- Synagoge Maribor
- Wasserturm Maribor

## Straßen und Plätze
Dravska ulica, Loška ulica, Mesarski prehod, Minoritski prehod, Pristan, Pristaniška ulica (Maribor), Splavarski prehod, Glavni most, Usnjarska ulica, Ulica slovenske osamosvojitve, Vodnikov trg, Vojašniška ulica, Vojašniški trg, Žički prehod, Židovska ulica, Židovski trg